# Браунли, Дональд
Дональд Юджин Браунли (англ. Donald Eugene Brownlee; род. 21 декабря 1943 года) — профессор астрономии университета Вашингтон (г. Сиэтл) и главный исследователь миссии НАСА «Звёздная пыль». В 2000 году в соавторстве с Питером Уордом он придумал термин «Редкая Земля», имея в виду возможную редкость жизни в других частях Вселенной. Его основные исследовательские интересы включают астробиологию, кометы и космическую пыль. Он родился в Лас-Вегасе, штат Невада.
Браунли изучал электротехнику в Калифорнийском университете Беркли, прежде чем поступить в аспирантуру Вашингтонского университета, где получил докторскую степень по астрономии в 1971 году, а в 1975 году стал преподавателем на факультете астрономии. Он также проводил исследования в качестве приглашённого профессора в Институте Энрико Ферми при Чикагском университете. Браунли является автором двух книг, написанных в соавторстве с палеонтологом Питером Уордом, — «Редкая Земля: почему сложная жизнь редко встречается во Вселенной»(в которой выдвигается гипотеза «редкой Земли») и «Жизнь и смерть планеты Земля», а его третья книга «Шестой элемент: как углерод формирует наш мир» написана в соавторстве с Теодором П. Сноу.